# Le Divan de la BD
Le Divan de la BD de Jean-Pierre Dirick est une bande dessinée, parodie de séances de psychanalyse réunissant les pastiches des plus grands héros de bandes dessinées.

## Historique
Le Divan de la BD est paru tout d'abord en 1999 chez Pictoris Studio dans une version de 46 pages puis l'album a été réédité en version longue (86 pages) et recolorisée, par les Éditions Joker en 2009.

## Thème
À partir de véritables analyses de ces héros de papier réalisées par plusieurs psychanalystes et psychologues, l'auteur s'est régalé à se glisser dans des encriers multiples pour nous livrer les secrets essentiels de tous ces héros qui ont fait rêver des générations d'amateurs du 9e art,.
L'édition 2009 de l'album Le Divan de la BD est parue aux Éditions Joker (version colorisée par Véronique Robin et augmentée, 86 pages) avec les analyses de :
- - Gaston Labaffe ou le bricolo-maniaco-dépressif
  - Philip Mortamer ou la frustration de l'espadon
  - Tuntun ou le complexe de la culotte de golf
  - Joe Dolton ou le complexe de la bande des quatre
  - Le grand schloumpf ou le traumatisme du nain de jardin
  - Balle et bulle ou le complexe des peanuts
  - Le Chat ou la négation du moi
  - Bleuberry ou le traumatisme du bugle
  - Rahran ou l'obsession du gadget
  - Malto Cortèse ou le complexe du rêve éveillé